# Mountain Throne
Mountain Throne est un groupe allemand d'epic doom, originaire de Baden-Baden, Bade-Wurtemberg.

## Histoire
Le groupe est formé en 2009 par le guitariste Andreas « A. » Taller et le batteur Jochen « J. » Müller. En 2010, le groupe sort son premier EP Serpent's Heathland via Cyclone Empire, après quoi le groupe était composé, en plus de ces deux-là, du chanteur F. et du bassiste H.. En octobre 2011, le groupe joue à la sixième édition du festival Hammer of Doom à Wurtzbourg. Fin 2013, le groupe sort son premier album Stormcoven via Cyclone Empire.

## Style musical
Selon le guitariste Taller, interviewé par Rock Hard, le groupe est fortement influencé par le metal de la fin des années 1970 et du début des années 1980, citant des groupes comme Motörhead, Venom, Bathory et Black Sabbath comme influences. Au niveau des textes, le groupe aborde des thèmes comme le rejet de la religion, le sexe, la littérature, les mythes et les légendes. Selon Stephan Möller de metal.de, le groupe joue sur Stormcoven un mélange de heavy metal et de doom metal. En outre, des influences de rock et d'epic metal seraient également audibles.

## Discographie
- 2010 : Serpent’s Heathland (EP, Cyclone Empire)
- 2011 : Crazy Train / Trumpets of Autumn (split avec Procession, Sarlacc Productions)
- 2013 : Stormcoven (album, Cyclone Empire)